# Dương Hạc Linh
Dương Hạc Linh (1868 - 29 tháng 8 năm 1934), biểu tự Lai-ha, là một nhà cách mạng người Trung Quốc quê nội ở làng Cuiheng, Trung Sơn, Quảng Đông. Ông là một trong Tứ đại khấu, cùng với Tôn Dật Tiên, Trần Thiếu Bạch và Uông Liệt.

## Tiểu sử

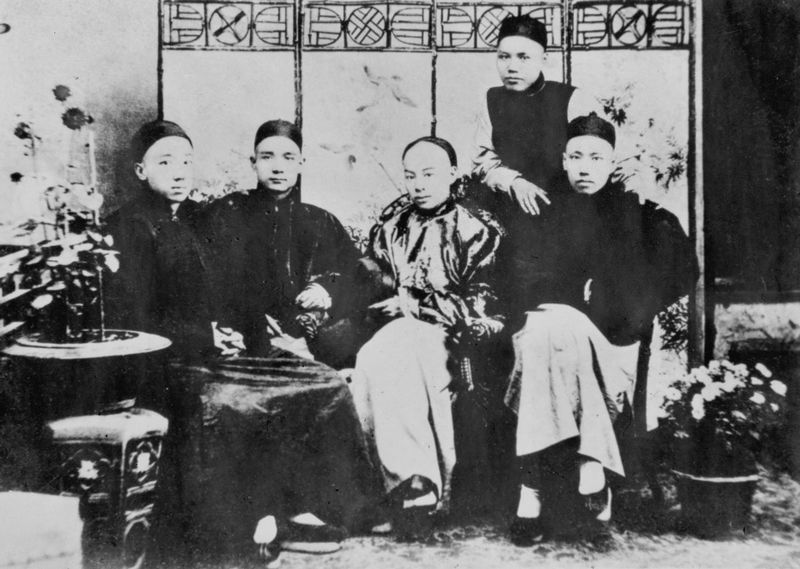
Dương Hạc Linh, đang ngồi ở bên trái, là một phần của Tứ đại khấu

Dương Hạc Linh sinh vào tháng 7 năm 1868 ở Ma Cao. Quê ông, ở làng Cuiheng, cũng là quê của Tôn Trung Sơn và Trần Thiếu Bạch, ba người quen nhau từ nhỏ. Năm 1886, ông nhập học Học viện Toán học Quảng Châu, cùng với Uông Liệt - bạn cùng lớp. Sau khi tốt nghiệp năm 1888, ông tới Hồng Kông và bắt đầu sống tại Yeung Yiu Kee, cửa hàng gia đình do cha ông mở ở Gough Street, Sheung Wan. Khoảng năm 1890, Dương cùng Tôn Trung Sơn, Trần Thiếu Bạch, Uông Liệt và những người khác đã bí mật bàn về cuộc cách mạng lật đổ nhà Thanh, mà ông gọi là "Tứ đại khấu". Tại Ma Cao vào năm 1892, Tôn Trung Sơn vay tiền từ Bệnh viện Kianghu để thành lập một nhà thuốc của riêng mình, và Dương thuyết phục anh họ ông, Ng Tsit-met, để thành người bảo lãnh của Sơn. Sau đó, Tôn Trung Sơn sớm bị ép buộc rời Maucao đến Thạch Kì, để phát triển sự nghiệp y tế của mình, và Dương đã bán một tòa nhà ở Rua Central để ủng hộ Sơn. Năm 1895, ông gia nhập Hưng Trung hội. Năm 1896, cha của ông mất.
Sau đó, Tôn Trung Sơn phát động các cuộc nổi dậy chống nhà Thanh liên tiếp. Ông cũng gây quỹ cách mạng ở Hồng Kông và Ma Cao, và thúc đẩy chống nhà Thanh. Ông cũng phục vụ tại China Daily, một công ty Trần Thiếu Bạch thành lập.
Năm 1912, Chính phủ lâm thời Nam Kinh được thành lập, ông giữ chức Bí thư. Vào tháng 4 cùng năm, ông đã từ chức khi Tổng thống lâm thời Tôn Trung Sơn bị cách chức. Kể từ đó, ông sống ở Ma Cao và đặt tên cho ngôi nhà của mình là "Văn Lan Các" để kỷ niệm thời kì Tứ Đại Khấu. Vào ngày 16 tháng 5 năm 1919, Dương đã gửi thư cho Tôn Trung Sơn tìm kiếm việc làm nhưng Sơn từ chối. Đến năm 1920, ông tiếp tục viết một lá thư cho Sơn, nhưng một lần nữa ông vẫn bị từ chối. Vào tháng 9 năm 1921, Tôn Trung Sơn trở thành Tổng thống ở Quảng Châu. Vào ngày 14 tháng 9, Dương được thuê làm cố vấn cho Dinh Tổng thống và nhận lương hưu hàng tháng. Sơn cũng ra lệnh cho Hsu Chung-chi tài trợ cho việc tái thiết Núi Quan Âm và đổi tên thành "Tứ khấu lâu", đồng thời thường cùng Dương Hạc Linh, Thiếu Bạch, Uông Liệt nên núi gặp gỡ. Năm 1923, Tôn Trung Sơn thành lập Quảng Châu quân chính phủ tại Quảng Châu, Dương được bổ nhiệm làm điều tra viên đặc biệt của Hồng Kông và Ma Cao vào ngày 4 tháng 4. Tôn Trung Sơn mất năm 1925, ông về hưu và trở về Ma Cao một lần nữa.
Dương Hạc Linh mất vào ngày 29 tháng 8 năm 1934 ở tuổi 67 do xuất huyết não. Ông được chôn cất trên ngọn núi Jin Belang ở phía nam làng Cuiheng, quê hương ông.